# Tropidophorus perplexus
Tropidophorus perplexus là một loài thằn lằn trong họ Scincidae. Loài này được Barbour mô tả khoa học đầu tiên năm 1921.